# Mattiwilda Dobbs
Mattiwilda Dobbs, född 11 juli 1925 i Atlanta, Georgia, död 8 december 2015 i Atlanta, var en amerikansk operasångerska (koloratursopran) och en av de första svarta sångare som hade en stor internationell operakarriär. Hon är beundrad för sin raffinerade röstteknik och sina livliga tolkningar.

## Biografi
Mattiwilda Dobbs föräldrar hade en framträdande ställning i det afro-amerikanska samhällslivet i Atlanta. Hon började spela piano vid sju års ålder och sjöng i kyrkokören. Hon började sin sångutbildning vid Spelman College och fortsatte sedan med den tyska sopranen Lotte Leonard i New York och därefter på ett stipendium, som gjorde det möjligt för henne att fullfölja sina studier i Europa.
Efter att ha vunnit en internationell musiktävling i Genève i Schweiz 1951 gjorde Dobbs 1952 sin professionella operadebut vid Holland Festival som näktergalen i Stravinskijs Le Rossignol.
Dobbs framträdde därefter på stora festivaler och operahus över hela Europa, bland annat La Scala i Milano och Covent Garden i London. I Sverige framträdde hon första gången 1952 och engagerades 1961 vid Staatsoper i Hamburg.
Sin amerikanska debut gjorde Dobbs med Little Orchestra Society i New York 1954. Två år senare debuterade hon på Metropolitanoperan som Gilda i Verdis Rigoletto. Även om Marian Anderson uppträtt tidigare på denna scen, var hon den första svarta sångaren som fick ett långvarigt kontrakt med Metropolitan.
Dobbs lämnade scenen 1974 och började undervisa vid University of Texas. Hon fortsatte sin lärarkarriär som professor i sång vid Howard University i Washington D.C. innan hon vid sin pensionering flyttade till Arlington, Virginia.
Mattiwilda Dobbs bodde kortvarigt i Spanien med sin förste make, som gick bort 1954. I slutet av 1957 gifte hon sig med den svenske tidningsmannen och PR-chefen Bengt Janzon, som avled 1997. Hon var under flera år bosatt i Sverige.